# Why? (US-amerikanische Band)
Why? ist eine US-amerikanische Indie-Rock-Band mit Hip-Hop- und Folk-Einflüssen aus Berkeley, Kalifornien.
Den Namen „Why?“ nutzte Sänger Jonathan „Yoni“ Wolf erstmals 2001. 2003 veröffentlichte er solo unter diesem Namen eine EP und ein Album. Erst seit der Veröffentlichung des zweiten Albums 2005 tritt Why? als komplette Band auf.

## Geschichte

### Anfänge
1997 begegnete der aus Cincinnati, Ohio stammende Yoni Wolf bei einem Hip-Hop-Festival Adam Drucker, der später als Doseone bekannt wurde. Gemeinsam mit Wolfs Bruder Josiah und dem DJ Mr. Dibbs gründeten sie die Improvisationsgruppe Apogee. Maßgeblich waren die beiden an der Gründung des Indie-Plattenlabels Anticon beteiligt, später gründeten sie des Weiteren die Hip-Hop-Bands Greenthink und cLOUDDEAD. Letztere veröffentlichten bei Mush Records diverse Singles und das Album Ten, das Platz 129 in den UK Album Charts erreichte.
Wolf und David P. Madson alias Odd Nosdam von cLOUDDEAD veröffentlichten außerdem 2002 als Reaching Quiet die LP In the Shadow of the Living Room und schon 2001 unter dem Namen Why? und Odd Nosdam eine Split-EP.

### Gründung von Why?
Yoni Wolf veröffentlichte im Juni 2003 unter dem Pseudonym Why? solo das Album Oaklandazulasylum beim Label Anticon Auch die vier Monate später erscheinende EP Early Whitney war noch ein Soloprojekt Wolfs. Lediglich live erhielt er Unterstützung von späteren Mitgliedern der Band.
Im Mai 2005 erschien zunächst die EP Sanddollars, vier Monate später das Album Elephant Eyelash, welches erstmals mit der kompletten Band eingespielt wurde. Zur Band gehörten Yonis Bruder Josiah Wolf, dessen Schulfreund Doug McDiarmid und Matt Meldon an der Gitarre.

### Weiterer Karriereverlauf
Während einer gemeinsamen Tour mit der kanadischen Band Islands im Mai 2006 verließ Matt Meldon die Band, um sich ins Privatleben zurückzuziehen. 2008 stieß Bassist Austin Brown zur Band. Im März 2008 erschien das Album Alopecia und die Single The Hollows. Für das Artwork baten Why? die Fans, ihnen Aufnahmen ihrer Hände zu schicken, die dann auf dem Cover erschienen. Alopecia erreichte Platz 28 in den Billboard Charts Top Heatseekers. Im September 2009 erschien das vierte Studioalbum Eskimo Snow, die zehn Stücke wurden während der Aufnahmen zu Alopecia aufgenommen.
Es gab zudem verschiedene Kollaborationen mit Bands wie Fog, Themselves, 13&God, Thee More Shallows, Subtle oder Xiu Xiu.

## Diskografie

### Alben
- Oaklandazulasylum (Anticon, 2003, Soloprojekt von Y. Wolf)
- Elephant Eyelash (Anticon, 2005)
- Alopecia (Anticon/Tomlab, 2008)
- Eskimo Snow (Anticon/Tomlab, 2009)
- Mumps, Etc. (Anticon/City Slang, 2012)
- Moh Lhean (Joyful Noise, 2017)
- Aokohio (Joyful Noise, 2019)
- The Well I Fell Into (Waterlines, 2024)

### EPs und Singles
- Why? & Odd Nosdam – The Split EP! (Split-EP von Y. Wolf als Why? und Odd Nosdam, Anticon, 2001)
- Early Whitney (EP, Anticon, 2003, Soloprojekt von Y. Wolf)
- Sanddollars (EP, Anticon, 2005)
- Whispers Into The Other (Promo-Single, Anticon, 2005)
- Rubber Traits (EP, Anticon, 2005)
- Dumb Hummer (7” Single, Anticon, 2006)
- The Hollows (12” Single, Anticon/Tomlab, 2007)
- A Sky for Shoeing Horses Under (Promo-Single, Anticon/Tomlab, 2008)
- Fatalist Palmistry (Promo-Single, Anticon/Tomlab, 2008)

### Live
- Almost Live From Anna’s Cabin (Limited Tour Release, 2003)
- Almost Live from Eli’s Room (Limited Tour Release, 2008)